# Diaspora chinoise
 (janvier 2018).
 (mai 2019).
La diaspora chinoise ou Chinois d'outre-mer désigne les populations ayant des ancêtres chinois résidant dans d'autres pays que la Chine continentale ou Taïwan.
La diaspora chinoise est sans doute l'une des plus dynamiques au monde. Nourrie d'une tradition très ancienne d'émigration, elle s'est progressivement implantée dans plusieurs régions plus ou moins éloignées de la Chine.
Elle a donné naissance à un véritable système de relations et de flux qui participe aujourd'hui pleinement au renforcement de la puissance chinoise, à toutes les échelles et dans tous les domaines.

## Terminologie
En langue chinoise, on distingue plusieurs termes :
- Huáqiáo (chinois simplifié : 华侨 ; chinois traditionnel : 華僑 ; « Chinois vivant à l'étranger »), émigrés vivant hors de la république populaire de Chine mais conservant la nationalité chinoise
- Huáyì (chinois simplifié : 华裔 ; chinois traditionnel : 華裔 ; « descendant chinois »), émigrés d'origine ethnique chinoise mais ayant pris la nationalité du pays d'accueil[32].
- Hǎiwài huárén (海外华人, « Chinois d'outre-mer ») reste couramment utilisé par les autorités de la Chine pour désigner l'ensemble des Chinois d'outre-mer, quelle que soit leur nationalité[33].

## Histoire
(janvier 2018).
L'émigration de Chinois débute avec la Route de la soie il y a plus de 2 000 ans et concerne principalement l'Asie du Sud-Est.
C'est à la fin du XVIe siècle que débute l'émigration à grande échelle.
Au début du XVIIe siècle, il y a environ 100 000 Chinois en Asie du Sud-Est et 20 à 30 000 au Japon principalement des commerçants et artisans.
Au milieu du XIXe siècle, leur nombre est de 1,5 million, majoritairement en Asie du Sud-Est.

### Après les guerres de l'opium
À la suite des deux guerres de l'opium, les puissances occidentales - Royaume-Uni et France - forcent la Chine des Qing a autoriser l'envoi de travailleurs dans les colonies, les coolies, où ils remplacent les esclaves noirs. C'est le début de l'émigration massive des Chinois dans le monde.
À la suite du traité de Burlingame (1868) entre la Chine et les États-Unis, la Chine accepte de lever les restrictions à l'émigration, favorisant ainsi l'installation d'une diaspora en Californie. Avec les poussées de xénophobie (le « péril jaune »), la loi d'exclusion des Chinois de 1882 tend à limiter cette émigration. Le Canada promulgua en 1885 une loi similaire mais moins rigide, obligeant les immigrants chinois à s'acquitter d'une taxe d'entrée. Il faut attendre la loi de l'immigration chinoise de 1923 pour que le Canada ferme complètement ses portes aux Chinois.
Entre la Première et la Deuxième Guerre mondiale, la prospérité économique des pays d'Asie du Sud-Est attire de nombreux travailleurs chinois. Au début des années 1940, il y a 8,5 millions de Chinois expatriés, plus de 90 % en Asie du Sud-Est.
De 1949 avec la fondation de la république populaire de Chine à l'ouverture de la fin des années 1970, l'émigration massive n'est plus permise.
Une nouvelle vague d'émigration débute dans les années 1980, dans un contexte global de hausse des migrations.

## Principaux foyers de départ
Près de 90 % des émigrés chinois sont originaires des trois provinces méridionales : le Fujian, le Guangdong et l'île de Hainan, qui ne réunissent que 10 % de la population totale de la Chine. Les émigrants partent de six foyers principaux dont cinq en Chine, identifiables par leurs dialectes particuliers.

### Guangdong
Le Guangdong historique (les actuelles provinces du Guangdong et du Hainan) présente une grande diversité culturelle et linguistique qui a formé des populations très distinctes :
- Les Cantonais sont à l’origine des plus grandes communautés chinoises des autres pays neufs, où les quartiers chinois constituent en général de vraies communautés cantonaises. Ils sont spécialisés dans l’artisanat et le commerce. Ils viennent de l’essentiel du Guangdong et de l’arrière-pays de Beihai (Guangxi). Les principaux foyers de départ sont situés à l’ouest de Guangzhou (notamment Taishan) et au nord du delta des Perles. Ils représentent environ 25 % de la diaspora chinoise. Les principaux foyers d’accueil sont :
  - l'Asie du Sud-Est (Malaisie, Singapour, Viêt Nam),
  - les États-Unis.
- Les Chaozhou (ou Teochew) proviennent de la région Chaoshan (Chaozhou et Shantou). Bien que faisant également de la province du Guangdong, ils se distinguent des Cantonais par leur culture et langue : leur dialecte n’est pas le cantonais, mais le teochew (ou chaozhou), dialecte minnan, nom sous lequel ils sont connus en France. Ils sont spécialisés dans la banque et le commerce agroalimentaire. Avec les Cantonais, les Chaozhou représentent presque 50 % de la diaspora chinoise mondiale. Une grande partie a vécu en Asie du Sud-Est jusque dans les années 1970 et ont fui la guerre du Viêt Nam et Pol Pot, notamment sur les Boat-people[35]. Ils représentent 20 % de la diaspora, et sont installés en Asie du Sud-Est :
  - Thaïlande (majoritaire parmi la diaspora chinoise) ;
  - Cambodge (idem) ;
  - Singapour (idem) ;
  - Philippines,
  - ainsi qu'en Europe et Amérique du Nord. Ils forment la majorité des Chinois du 13e arrondissement de Paris.
- Les Hakkas, originellement du nord de la Chine (Henan), ils ont terminé leur migration dans le Sud du pays à la suite de quatre épisodes migratoires engendrés par la guerre, expliquant ainsi leur particularité culturelle et leur dialecte qui les différencie des Cantonais. Ils composent environ 10 % de la diaspora chinoise. Ils sont nombreux en Asie du Sud-Est, Malaisie, Indonésie, à Taïwan, mais aussi dans les archipels du Pacifique (Micronésie, Polynésie) et de l’océan Indien (Seychelles, Maldives) et en France. On note deux foyers principaux :
  - dans les montagnes aux confins du Fujian et Jiangxi,
  - la région de Meixi
  - dans la province de Guangdong.
- Péninsule de Leizhou et l’île de Hainan : Les migrants originaires de ces régions sont 2,5 millions mais ne représentent que 2 à 3 % de la diaspora chinoise. Cependant le pourcentage des départs par rapport à la population locale est important. Ces émigrés ont essaimé en Asie du Sud-Est, Thaïlande, à Singapour, mais aussi dans les pays neufs (Canada, États-Unis, Australie).

### Fujian
Les Hokkiens habitent la province du Fujian, et leur nom vient tout juste de la prononciation dialectale de la province. Le foyer d’immigration principal est le Minbei (Nord) en particulier dans l’arrière-pays de Fuzhou. Les ports traditionnels de départ se situent en fond d’estuaire :
- Fuzhou sur le Min (Hokkiens du Minbei) ;
- Xiamen et Zhangzhou (Juilong du Minnan) ;
- Quanzhou (Jin du Minnan).

Les Hokkiens représentent environ un quart de la diaspora chinoise. Ils forment le fondement du peuplement chinois de Taïwan. Ce sont aussi les Chinois à la tradition maritime la plus ancienne et ceux qui ont formé les premiers éléments de la diaspora chinoise de l’Asie du Sud-Est.
Ils sont surtout présents dans l’Asie du Sud-Est, l'Indonésie, la Malaisie, Singapour, et aux Philippines. Très actifs dans le commerce et la banque dans des cadres transnationaux. Par ailleurs, du fait de leur ancienneté dans leurs pays d’accueil, le métissage est important.

### Foyers hors de Chine continentale
Ils ne constituent pas les foyers originels de départ mais des lieux de transit plus ou moins long pour les populations en migration qui ont pu s'y installer sur plusieurs générations. C’est avant tout le cas de Taïwan qui a servi de tremplin pour l’émigration vers les États-Unis dans les années d’après-guerre. De plus, Macao comme Hong Kong, de façon plus modeste, ont joué un rôle très similaire. Le dernier rebond de cette immigration fut lié à la rétrocession du territoire en 1997-1998, et s'est dirigé vers les États-Unis et l’Europe (en particulier vers le Royaume-Uni).

## Principaux foyers d’accueil

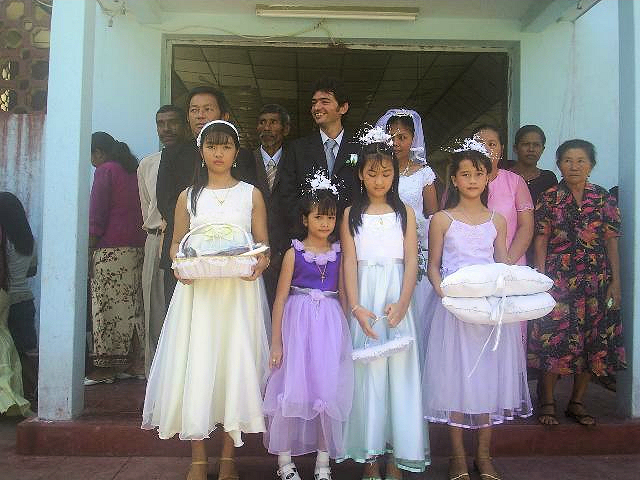
Un mariage Hakka au Timor oriental.

### Asie du Sud-Est
Elle constitue de loin le plus ancien et le plus important foyer d’accueil de la diaspora chinoise. Elle compte environ 30 millions de membres, soit 80 % de la diaspora totale. Toutefois sa répartition est très inégale d’un état à l’autre, de même que son poids démographique par rapport à la population totale du pays considéré.

#### Singapour
C’est un cas limite puisque la population d’origine chinoise est d’environ 2,5 millions, ce qui représente 75 % de la population totale, et les Malais et les Tamouls y sont minoritaires. Depuis 1965, année de l'indépendance, à la suite de désaccords avec le gouvernement fédéral malaisien, le gouvernement conduit une politique qui tend à gommer les particularismes géo-dialectaux. En effet, cette diaspora chinoise est disparate :
- Hokkiens : 35 % ;
- Chaozhou : 25 % ;
- Cantonais : 20 % ;
- Hainanais : moins de 10 %.

Désormais, l’école impose l’anglais comme première langue et le putonghua comme seconde langue pour les Chinois. Cette règle s’applique aussi à tous les médias. Par ailleurs, le gouvernement propage les « valeurs asiatiques », mélange d’autoritarisme et de confucianisme.
L’objectif du gouvernement est de faire disparaître non seulement des différences linguistiques mais aussi des différenciations claniques, voire lignagères.
Singapour, sous l'empire britannique, a bénéficié à partir de 1830 comme les deux autres « établissements » (comptoirs) du détroit, d’une politique d’immigration fondée sur des bureaux de recrutements à chaque foyer de départ. Il s’agit donc pour les autorités de fondre dans un même creuset linguistique et culturel ces communautés longtemps séparées.

#### Pays bouddhistes
Les pays bouddhistes présentent une origine ancienne des diasporas chinoises. Les colonies chinoises marchandes se sont multipliées du XIe au XVe siècle grâce à un essor marchand remarquable, dont la marine chinoise, développée sous les Song et les Yuan, fut un puissant vecteur, grâce notamment aux grandes découvertes techniques : boussole, Gouvernail d'étambot, compartiments étanches, cartes de plus en plus détaillées. Puis enrichissement grâce à l’arrivée de loyalistes Ming, réfugiés après la victoire mandchoue.
La diaspora présente dans les autres pays asiatiques a une origine plus récente. L’essentiel se compose de coolies, recrutés par les Occidentaux après le traité de Nankin et le dépècement de la Chine dans le cadre de la mise en valeur de leurs possessions. Les ports ouvert à la suite des traités inégaux ont alors drainé différentes communautés (Hokkien, Hakka et Cantonais).
- En Thaïlande se trouve la diaspora chinoise la plus importante : 6 millions sur 65 millions, soit 10 % de la population du pays[36]. 80 % sont d’origine Chaozhou. Le reste est Hakka et Hokkien. Cette diaspora est surtout citadine, principaux centres : Bangkok et Thonburi.
- Au Laos, diaspora modeste : 160 000 Chinois du Laos sur 5 millions d'habitants, soit 4 % de la population, majoritairement Chaozhou (70 %), le reste Hainanais et Yunnanais. Cette communauté est pour l'essentiel citadine (comme à Luang Prabang et Paksé).
- Au Cambodge, traits communs avec le Laos. Les Chinois du Cambodge ont naguère été estimés à 425 000, soit plus de 7 % de la population. Mais beaucoup sont morts pendant les guerres des années 1970 ou ont trouvé refuge dans d'autres pays (France, Canada, États-Unis, Australie). Le gouvernement cambodgien estime en 2013 leur nombre à 15 000 personnes[37], mais le calcul exact des effectifs de cette minorité est difficile. Majorité de Chaozhou (70 %), le reste est composé de Cantonais (15 %) et de Hainanais (15 %). Surtout citadine, notamment dans la ville de Phnom Penh.
- Au Viêt Nam, la diaspora est plus nombreuse : 1 million sur 80 millions, soit 1,2 % de la population. Essentiellement Cantonais puis Chaozhou. Ils ont formé une véritable ville dans la ville, à Cholon (Hô Chi Minh-Ville). Ailleurs, ils sont disséminés à Hanoï, Haïphong, Lạng Sơn.
- En Birmanie, 2 millions sur 47 millions, soit 4 % de la population, avec une majorité de Hokkiens, concentrés à Rangoun et à Mandalay.

##### Pays non bouddhistes
- Au Brunei : 55 000 Chinois pour 350 000 habitants, soit environ 20 % de la population totale. Les Chinois y subissent des discriminations plus nombreuses qu’en Malaisie face à l’emploi et ils n’ont aucun droit politique.
- En Malaisie forte minorité : plus de 5 millions sur 25 millions, soit environ 25 % de la population totale. Origines : similaire à celle de l'Indonésie. Diaspora aux deux tiers citadine, les Chinois sont majoritaires à 70 % dans les grandes villes de la péninsule (Penang, Ipoh, Malacca, Kuala Lumpur). En revanche dans l’île de Bornéo et dans les provinces de Sarawak et Sabah, la diaspora chinoise est essentiellement rurale (planteurs ou boutiquiers). De nombreux Chinois ont épousé des femmes du cru et leur descendance forme une communauté métisse connue sous le nom de Baba-Nyonya. Au début des années 1950, les autorités coloniales britanniques mènent une répression contre l'insurrection communiste majoritairement composée de Chinois dans la péninsule Malaise. Se cachant dans la jungle, les guérilleros communiste dépendent essentiellement des Chinois qui vivent à proximité. Le général britannique Briggs vient à bout des communistes en déplaçant ces Chinois dans de nouveaux villages où les contacts avec les insurgés sont impossibles.

- En Indonésie, la présence chinoise est ancienne et attestée par Ma Huan, secrétaire de l'amiral Zheng He lors de ses passages entre 1405 et 1433. Plusieurs principautés musulmanes sont fondées au XVe siècle sur la côte nord de l'île de Java par des Chinois. Traditionnellement, les Chinois finissaient par se fondre dans la population. On appelait Peranakan les métis chinois-indigènes. Mais au XVIIIe siècle, les Chinois sont victimes de massacres de la part de la VOC (Compagnie néerlandaise des Indes orientales), qui décide que les différents groupes vivant dans les villes sous son contrôle doivent désormais habiter des quartiers séparés. À l'heure actuelle, selon les critères retenus, on estime à 6 millions le nombre des Chinois, sur une population totale de plus de 225 millions d'habitants, soit seulement 3 %. La population d'origine chinoise est en majorité hokkien (50 %), hakka (25 %) et cantonaise (25 %). Lors des massacres anticommunistes de 1965-66, la population d'origine chinoise, assimilée à la Chine communiste, est touchée. Les Chinois sont à plusieurs reprises victimes de violences sous le régime de Soeharto (1966-98), qui menait une politique délibérée de discrimination. Depuis la présidence d'Abdurrahman Wahid, la politique officielle est de déclarer les Chinois comme l'un des groupes indigènes (asli) de l'Indonésie. Cette population, principalement citadine, vit dans les grandes villes : Jakarta, Bandung, Semarang, Surabaya, et sur l’île de Sumatra : Medan, Banda Aceh. Elle demeure en revanche majoritairement rurale à Kalimantan occidental, Bangka et Belitung. Sur la côte nord de Java et à Palembang, la tradition accorde une large place aux Chinois.

- Aux Philippines, diaspora chinoise ancienne, métissage. Plus de 5 millions d'individus, soit 8 % de la population totale, d'origine hokkienne à 75 %, création d’une population métisse, les Mestizos. Leur religion est par là-même très syncrétique et Bouddha fait bon ménage avec Jésus. Elle est très présente dans tout l’archipel mais la majorité se concentre dans l’île principale, Luçon (comme à Manille par exemple, la capitale).

### Amérique
Aux États-Unis : faible minorité chinoise : 2,5 millions pour 300 millions, soit moins de 1 % de la population.
Au Canada, forte présence chinoise à l'ouest, faible à l'est. 900 000 pour 30 millions, soit 3 % de la population, avec une forte population à Vancouver.
Aux États-Unis comme au Canada, les minorités chinoises partagent les mêmes caractéristiques :
- Origine cantonaise à 90 %, même si les statistiques sont faussés par le transit fréquent par Hong Kong et Taïwan.
- Migrations récentes : les premières vagues sont liées aux ruées vers l’or (1849 en Californie, 1858 au Canada) et à la construction des vois ferrées transcontinentales, à partir de 1880.
- Dédoublement des foyers au cœur historique des villes, les Chinatown; à la périphérie, construction de quartiers résidentiels chinois.
- Implantation urbaine aux États-Unis dans les mégalopoles du Nord-Est : New York, Boston ; au Texas : Houston, Dallas ; en Californie : San Francisco et Los Angeles. Au Canada : vallée du Saint-Laurent, Montréal, Toronto ; dans les provinces occidentales : Edmonton, Calgary et surtout dans le grand port de Vancouver.
- Intégration continue vers le haut de l’échelle sociale, de la main-d’œuvre (coolies) au XIXe siècle, boutiquiers au début du XXe siècle, grossistes et financier à la fin du XXe siècle, et enfin depuis 20 ans, par un accès important aux professions libérales et intellectuelles.

- Au Pérou, minorité chinoise ancienne et intégrée. L'immigration date de la mi-XIXe siècle où la main d’œuvre chinoise était recherchée pour la récolte du guano servant d'engrais, la canne à sucre, et pour la construction du chemin de fer andin. Aujourd’hui leur descendance est principalement concentrée à Lima.

### Océanie et Afrique
- En Australie, présence chinoise récente et faible due à l'immigration sélective. Environ 500 000 pour 20 millions, soit 2,5 % de la population. Idem pour l'histoire, le mode d'implantation et l'intégration. Elle se distingue par une origine plus éclatée : Hong Kong, Singapour, Indochine et Chine. Elle est forte dans certains secteurs clé de l’économie.
- Nouvelle-Zélande, Afrique du Sud, etc. : Moins de 100 000, soit moins de 0,5 % de la population.

### Archipels intertropicaux
Pendant la période coloniale, (XVIIIe et XIXe siècles) les colons ont recruté de la main-d’œuvre pour exploiter leur plantation : canne à sucre, clou de girofle (Zanzibar, Ceylan, etc.), poivrier (Asie du Sud-Est). Au siècle suivant, l’abolition de l’esclavage et la fin de la traite des noirs ont stimulé ces arrivées. Depuis, les communautés chinoises ont gravi les étapes de l’intégration, ils tiennent le plus souvent le commerce (boutiques, sociétés d’import-export) et les affaires en général (banques, assurances). De même, elles sont surreprésentées dans les professions libérales.

#### Archipels du Pacifique
On y dénombre environ 80 000 Chinois :
- Hawaï : plus de 50 000 personnes, soit plus de 15 % de la population totale. Environ 80 % vivent à Honolulu.
- Polynésie française : dispersée dans tous les archipels :
  - au Nord de l’archipel, où se trouve le chef-lieu Tahiti, les îles de la Société accueillent le plus de Chinois (en particulier des Hakka),
  - au Sud-Est, dans les îles Marquises,
  - au Sud, dans l'Île Australe des Tubuai,
  - au centre, aux Îles Tuamotu.

Ces populations d'origine chinoise sont souvent métissées, les travailleurs hommes se mariant avec les femmes locales. Mais il y a aujourd’hui une inversion avec le trafic de femmes chinoises.
Ils sont très actifs dans le commerce et le maraîchage.
- Nauru : Un peu plus de 1 000 Chinois soit 8 % de la population de l'île vivent dans cette petite république[38]. Ils sont regroupés dans un quartier spécifique construit par la Pacific Phosphate Company au début du XXe siècle qui les employait dans les carrières de phosphate. Au début du XXIe siècle, ils se sont majoritairement reconvertis dans le commerce, l'industrie du phosphate ayant périclité.

#### Caraïbes
- Aux Antilles : 50 000 Chinois comptabilisés. Communauté chinoise issue de deux phases migratoires : XIXe siècle arrivée de travailleurs pour l’industrie sucrière ; XXe siècle boutiquiers et artisans (ameublement).
  - les Grandes Antilles : en Jamaïque et à Cuba où se trouve la majorité des travailleurs,
  - les Petites Antilles : Trinité-et-Tobago sont les premières terres d’accueil avec plus de 20 000 Chinois.

Partout les Chinois sont spécialisés dans le commerce de détail, de gros, d’import-export.

#### Îles de l’océan Indien
Présence chinoise significative à l'île de La Réunion, 5 000 personnes, et à l’île Maurice, 35 000 personnes. Ils y tiennent le commerce sous toutes ses formes (PME, professions libérales, etc.). Majorité de Hakka.
Situation similaire à Madagascar où les Sinoas sont environ 15 000 : surtout des Chinois fuyant la Guerre sino-japonaise (1937-1945).

### Europe

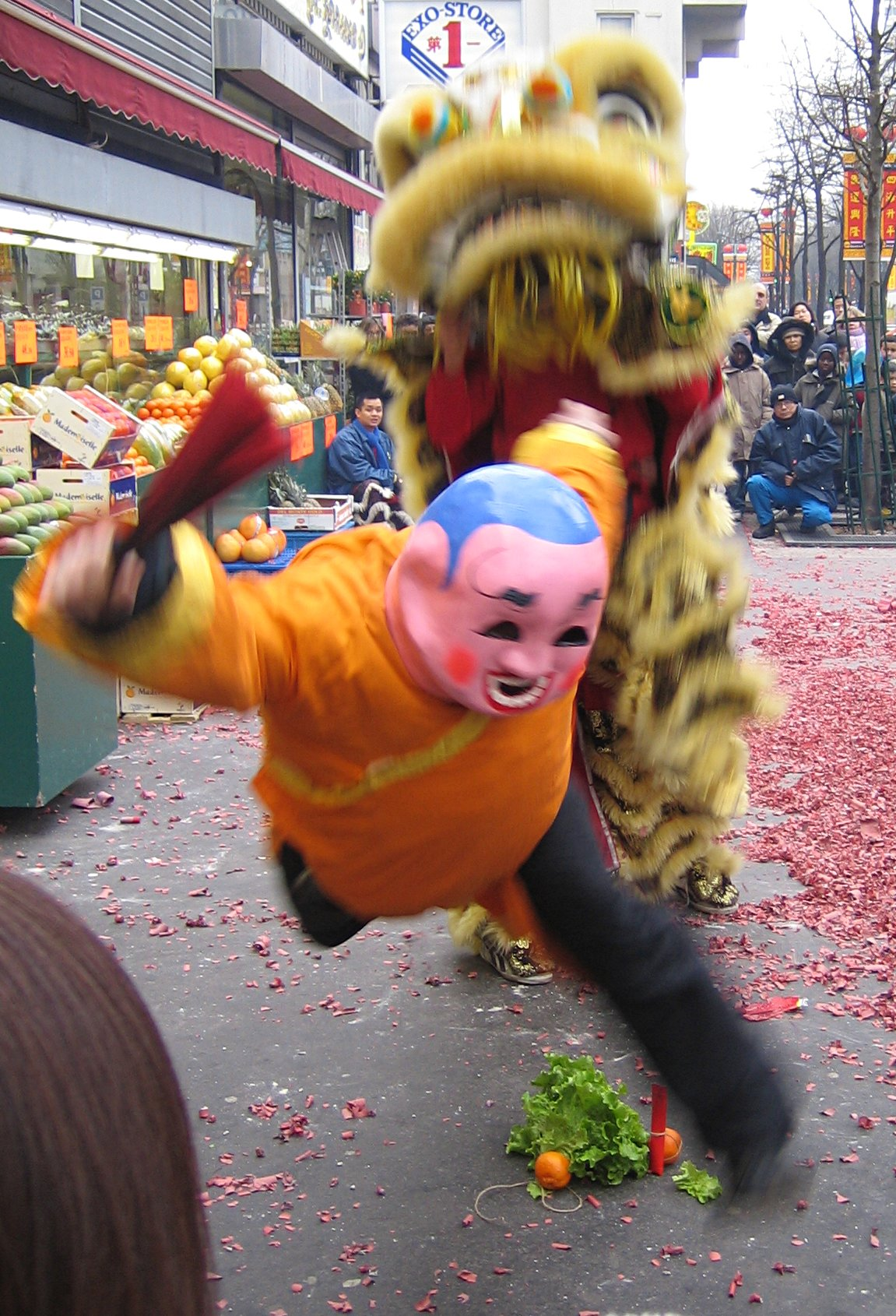
Le Nouvel An chinois célébré à Paris devant un supermarché asiatique.

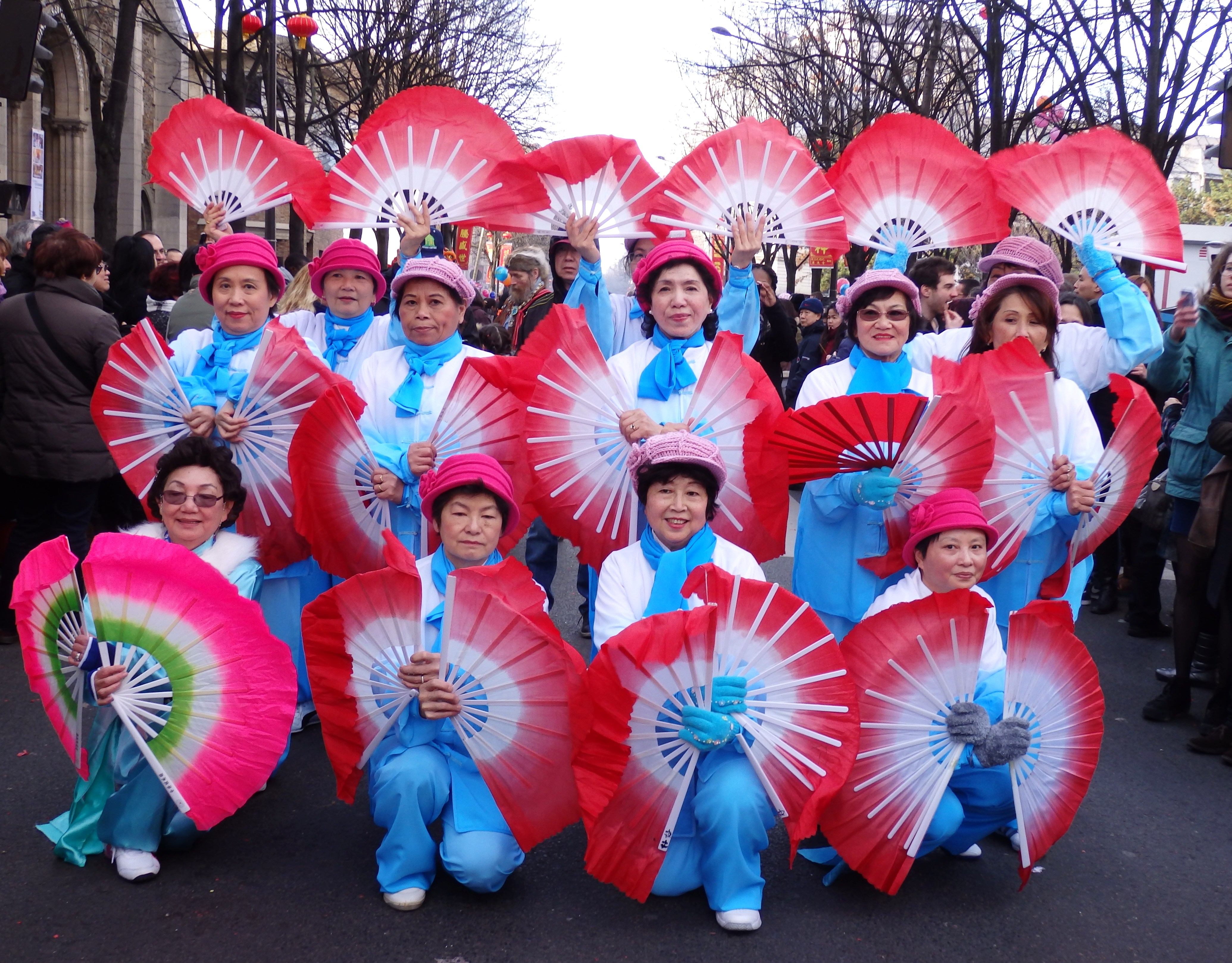
Nouvel An chinois à Paris (2014).

Parmi les quatre bassins d’accueil, celui d’Europe est le plus récent : les premières migrations significatives remontent à la fin du XIXe siècle.

#### France
La communauté chinoise en France s’est formée par vagues successives de migrants venus à différentes époques et pour des raisons diverses, vers les régions d'outre-mer puis vers la métropole. La diaspora chinoise (huaqiao 華僑) en France est estimée à 600 000 à 700 000 personnes, soit la plus importante d'Europe. Ces chiffres sont indicatifs, seule la nationalité étant recensée et non l’origine « ethnique » des personnes.
La diaspora chinoise de France métropolitaine est assez récente, et surtout concentrée en Île-de-France. Environ 300 000 à 400 000[réf. nécessaire], soit à peu près 0,5 % à 0,7 % de la population. Cette diaspora est issue de deux principaux foyers : Wenzhou et Indochine (teochew, cantonais, hakka et hokkien). L'étude récent estime entre 150 000 et 200 000 personnes originaires de Wenzhou en France dans les années 2010.
En France, cette population est à plus de 80 % francilienne, dont 40 % réside dans Paris intra-muros[réf. nécessaire]. Hors de l’Île-de-France, les seules communautés chinoises véritablement constituées sont à Lyon et à Lille.
En France, François Cheng, Gao Xingjian, Wang Du sont parmi les Chinois d'outre-mer les plus connus.

#### Royaume-Uni
Présence chinoise faible, très récente et dispersée. Environ 400 000 pour 60 millions, soit près de 0,5 % de la population. Grande majorité Cantonaise, puis communauté Hakka. Très dispersée : on recense 40 % de cette diaspora chinoise dans le grand Londres, 10 % à Liverpool, les 50 % restants étant disséminés dans tout le Royaume-Uni, y compris dans les petites villes.
L’aventure a commencé en 1885 à Liverpool lorsque d’anciens marins recrutés à Hong Kong ont déserté et formé la première communauté. Une seconde communauté s'installe ensuite à Londres. La seconde étape intervient entre 1945 et 1950 quand le Royaume-Uni accueille les réfugiés de la Chine fuyant via Hong Kong, puis dans les années 1990, du fait de la rétrocession de Hong Kong programmée pour 1997.
Lors de la Première Guerre mondiale, ce sont des matelots, blanchisseurs, restaurateurs et professions médicales et paramédicales (massages, manucure, pédicure). Au cours de la Seconde Guerre mondiale, les immigrés chinois se sont massivement dirigés vers la restauration. Puis dans les années 1970, ils font une percée dans le domaine des services (chercheurs, enseignants, avocats d’affaires, médecins, etc.).

#### Autres
- En Serbie, elle représente, selon les estimations, entre 75 000 et 100 000 personnes. C'est l'une des plus grandes communautés asiatiques de la ville de Belgrade.
- À l'époque médiévale, trois femmes chinoises ont émigré vers l'Europe de l'Est médiévale, où elles se sont converties au judaïsme et ont épousé des Ashkénazes[40].

## Statistiques

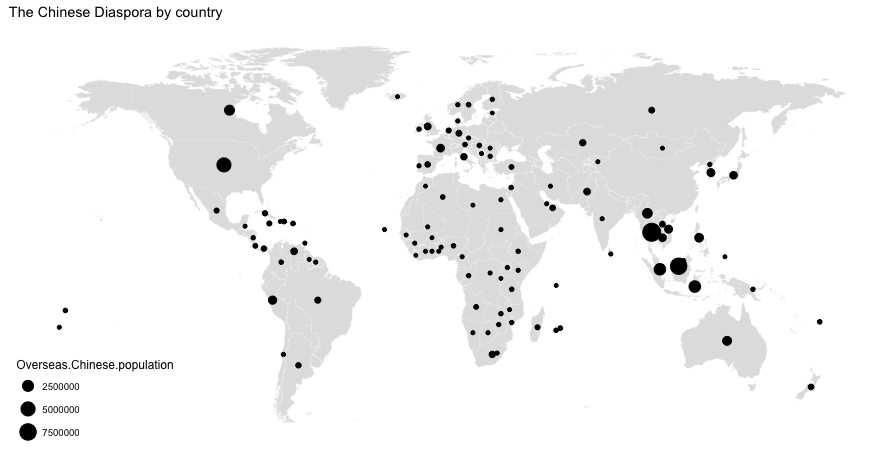
Répartition de la diaspora chinoise par pays en 2017

| Continent/Pays   | Population          | % de la population locale | % du total de Chinois d'outre-mer |
| ---------------- | ------------------- | ------------------------- | --------------------------------- |
| Asie             | 28 800 000 (1998)   |                           | 81 %                              |
| Cambodge         | 150 000 (2003)      | 1,2 %                     |                                   |
| Indonésie        | 2,3 millions (2003) | 1,1 %                     |                                   |
| Japon            | 519 561             | 0,1 %                     |                                   |
| Corée du Nord    | 50 000 (2003)       | 0,2 %                     |                                   |
| Corée du Sud     | 100 000 (2003)      | 0,2 %                     |                                   |
| Laos             | 50 000 (2003)       | 1 %                       |                                   |
| Malaisie         | 5 millions (2004)   | 20 %                      |                                   |
| Birmanie         | 1,3 million (2003)  | 3 %                       |                                   |
| Philippines      | 1,5 million         | 2 %                       |                                   |
| Singapour        | 3,4 millions (2004) | 76,8 %                    |                                   |
| Thaïlande        | 7,3 millions (2003) | 12 %                      |                                   |
| Viêt Nam         | 2,3 millions (2003) | 3 %                       |                                   |
| Amérique         | 5 020 000 (1998)    |                           | 14,5 %                            |
| Canada           | 1 612 173           | 3,69 %                    |                                   |
| États-Unis       | 3 376 031           | 1,1 %                     |                                   |
| Europe           | 945 000 (1998)      |                           | 2,6 %                             |
| Russie           | 998 000             | 1,6 %                     |                                   |
| France           | 230 515             | 0,6 %                     |                                   |
| Royaume-Uni      | 250 000             | 0,4 %                     |                                   |
| Océanie          | 564 000 (1998)      |                           | 1,5 %                             |
| Australie        | 614 694             | 2,5 %                     |                                   |
| Nauru            | env.1 000 (2008)    | 8 %                       |                                   |
| Nouvelle-Zélande | 115 000 (2003)      | 2,8 %                     |                                   |
| Afrique          | 126 000 (1998)      |                           | 0,3 %                             |
| Afrique du Sud   | 100 000 (2003)      | 0,2 %                     |                                   |
| Total            | 35 175 000          |                           | 100 %                             |

## Migrants chinois
(janvier 2018).

### Caractéristiques des migrants

#### Données démographiques
Quel que soit le pays d’accueil, le sex-ratio entre immigrants ne fut équilibré qu’à partir des années 1960. Cependant, c'est dans les années 1930 que l’émigration féminine est devenue significative. L'on peut prendre l'exemple des Philippines :
- 13 Chinois pour une Chinoise au début ;
- 4 Chinois pour une Chinoise en 1939.

Ce rattrapage a commencé en Asie du Sud-Est, avant de s’étendre aux autres aires diasporiques.
En France, l'évolution du Sex-ratio a suivi cette évolution générale :
- En 1920, 8 % de Chinoises ;
- En 1975, 40 % de Chinoises.

Ce déséquilibre a deux causes fondamentales :
- une Chinoise peut difficilement partir de son plein gré du pays du fait des contraintes familiales ;
- les foyers d’accueil avaient surtout besoin de Main-d'œuvre masculine : travail dans les mines, dans les plantations des colonies, exploitation des ressources naturelles, construction de voies ferrées dans les pays neufs, enrôlement militaire ou métiers de la mer en Europe.

De plus, comme les États-Unis au XIXe siècle, certains États avaient interdit l’immigration féminine de peur que les Chinois fassent souche. D’ailleurs, il est certain que l’actuel équilibre du Sex-ratio favorise les mariages entre Chinois et a fortiori l’enracinement. Leur descendance ainsi assurée et sédentarisée sur place, renforce le fait diasporique.
Les migrants sont généralement jeunes et célibataires. En effet, avec l’âge, l’ambition socioprofessionnelle s’émousse, avec le mariage la disponibilité se réduit. Si les raisons de départ ne sont pas économiques (mais plutôt politiques et culturelles), l’âge et l’état-civil sont variables, comme c’est le cas des persécutés obtenant le statut de réfugiés politiques. C’est aussi le cas de certains artistes, des conjoints qui rejoignent leurs époux/épouses.

#### Données sociales
Les émigrants économiques ne sont généralement ni les plus riches qui n’ont plus d’ambitions sociales, ni les plus pauvres qui n’en ont pas les moyens financiers. Cette règle s’applique à la Chine. Ainsi, certaines catégories de fonctionnaires, freinés dans leur ambition et se pensant mal estimés (enseignants, chercheurs, traducteurs, etc.) profitent de la moindre occasion pour émigrer.
La Chine présente des cas particuliers :
- des catégories objectivement privilégiées pouvant être candidates au départ. Ce sont celles qui sont brimées dans leurs ambitions sociales par le système politico-bureaucratique, largement corrompu, et qui tendent vers un assouplissement (artistes, quelques professions indépendantes telles que médecins, architectes, etc.). Parfois même, une fois arrivées dans le pays d’accueil, ces personnes changent de profession, surtout si elles sont accueillies par des parents déjà installés à l’étranger. Aussi, beaucoup se reconvertissent dans le commerce et les affaires (problème de l’équivalence des diplômes). Dans ce type de cas, le départ est volontaire et les migrants n’espèrent pas tant une vie meilleure, qu’un travail plus adapté à leurs aptitudes et une reconnaissance plus large de leurs compétences.
- des catégories aux ressources limitées. Les émigrés sont souvent pris en charge par des filières de recrutement souvent illégales. Ce sont des jeunes filles, souvent ouvrières et sans appui, parfois même vendues par leurs parents, qui seront mariées contre leur gré, ou de plus en plus livrées à des réseaux internationaux de proxénétisme. Ce sont aussi des jeunes hommes et filles, presque toujours d’origine rurale (constituant souvent la population flottante) qui seront recrutés par des passeurs et qui rejoindront des ateliers (de confection par exemple) ou des arrière-boutiques (dans la restauration surtout) où ils seront des travailleurs clandestins. Totalement pris en charge par leurs recruteurs, ils passeront des années à travailler dans des conditions inacceptables (pas de logements décents, pas de salaires, pas d’assurances, etc.). Ils seront libérés quand la valeur de leur travail effectué équivaudra aux frais de transport, à la commission versée à la filière, et aux pots-de-vin. Il leur faudra alors trouver un travail légal, salarié ou non, le seul moyen peut-être de voir leur situation régularisée et d’obtenir un permis de résidence.

#### Une émigration par vague
Le rythme de l'émigration est très variable dans le temps, il dépend tout à la fois de facteurs internes (la plus ou moins grande ouverture de la Chine), et de facteurs externes (la plus ou moins grande demande des pays d’accueil). On distingue généralement trois cas de figure.

##### Facteurs internes favorables et externes défavorables
Ce fut le cas aux XVIIe et XVIIIe siècles où la Chine connaissait une phase d’expansion marchande et une immigration politique liée au renversement des Ming. En revanche cette arrivée massive de Chinois provoqua des mouvements de rejets souvent violents, particulièrement à Taïwan. De plus, cette expansion marchande fut le fondement des premières communautés diasporiques en Asie du Sud-Est. Aussi, cette arrivée massive de Chinois suscita également des violences parfois organisées, aux Philippines, au Siam (Thaïlande) et en Cochinchine (Sud du Viêt Nam). Cette violence n’a pas arrêté les flux migratoires mais cela a engendré des vagues de retour au pays.

##### Facteurs internes et externes favorables
Ce fut le cas au XIXe siècle. La Chine subissait alors des troubles violents (incursions étrangères, révolte des Taiping, catastrophes naturelles, etc.) qui ont ruiné l’économie rurale de ces régions. Cela a nourri des flux considérables d’émigrants. Au même moment, les puissances coloniales avaient besoin de main-d'œuvre : traite pour exploiter les ressources naturelles (étain en Malaisie, cuivre au Pérou) et mettre en valeur leurs possessions (hévéa, canne à sucre, cannelle en Insulinde (Indonésie qui appartenait alors aux Pays-Bas)) ; tandis que les pays neufs recrutaient en masse pour développer leur économie et édifier les infrastructures (Canada et États-Unis). Cette émigration est majoritairement masculine dont l’immense majorité pris souche.

##### Facteurs internes défavorables et externes favorables
Ce fut le cas des trois décennies entre 1950 et 1980, quand le pouvoir communiste a fermé ses frontières. Cependant, lors des différentes crises politiques internes, le pouvoir n’a pas pu empêcher de brèves mais intenses vagues d’émigration.
Exemples :
- la famine engendrée par le Grand Bond en avant (1962) a provoqué la fuite de paysans vers Hong Kong.
- les répressions à la fin de la révolution culturelle (1966) ont provoqué l’exil de gardes rouges vers Hong Kong ou vers l’Indochine (Thaïlande, Birmanie).
- le Printemps de Pékin (1989) a fait fuir des activistes et des fonctionnaires.

Cependant, pendant ces dernières périodes, les flux d’immigration chinoise ont été rapidement taris. La conséquence de cela est que les pays d’accueil traditionnels se sont tournés vers d’autres bassins de départ : les États-Unis vers le Mexique, l'Australie vers le Viêt Nam, et le Royaume-Uni vers le Pakistan et l’Inde (surtout des sikhs et peu de Bengalis).

#### Flux migratoires internes à l’aire diasporique

##### Caractéristiques des migrations internes
Les migrations internes les plus courantes sont entraînées par l’évolution du marché de l’emploi. Dans les pays neufs, les travailleurs embauchés pour la construction des infrastructures se sont installés dans les villes pionnières à la fin de leur contrat. De même, les déçus des mines d’or (Californie, Alaska) se sont réinsérés dans les villes déjà riches de communautés chinoises. Par ailleurs, quel que soit le pays d’accueil, l’ascension sociale d’une lignée, entraîne le plus souvent un déplacement :
- 1re génération : ouvrière (mines, plantations, infrastructures…) dans les petites villes,
- 2e génération : petites bourgeoisies, qui s’installent dans les villes moyennes les plus proches (blanchisseurs, restaurateurs, tailleurs, boutiquiers, épiciers, etc.),
- 3e génération : bourgeoise dans les grandes villes. On passe de la boutique au grand commerce et aux professions libérales (médecins, ingénieurs, etc.).

Dans les pays les plus dynamiques, ces trajectoires sont courantes. Elles s’appuient sur trois fondements :
- entraide familiale ;
- école ;
- volonté d’honorer son ascendance.

À une échelle plus grande, en particulier dans les pays neufs, les migrations intra-urbaines obéissent à la même logique :
- 1er temps : Chinatown des centres-villes,
- 2d temps : migration vers la périphérie, où s’étendent les quartiers résidentiels des classes aisées, voire au-delà dans les villes satellites (Marne-la-Vallée).

Cependant, cela n’engendre pas la disparition des Chinatown anciens qui continuent à recevoir des nouveaux arrivants et à accueillir ceux qui n’ont pas réussi (les petits retraités). Aussi certaines d’entre elles continuent de s’accroître (New York).
En Asie du Sud-Est, les Chinatown partagent les mêmes fonctions : premier emploi, apprentissage de la langue locale, lieu d’intégration au réseau clanique ou villageois. Mais rapidement, passé ce stade d’initiation, le migrant part rejoindre une autre ville pour ses affaires. Malgré leur pression démographique, elles ne s’étendent que rarement. D’où une véritable taudification (Cholon à Hô Chi Minh-Ville).

##### Raisons des migrations internes
Quand les migrations internes à l'aire diasporique prennent un caractère de masse, elles sont de nature politique, que l'on peut lister en 3 familles.

###### De nouvelles indépendances
1. 1949 : indépendance de l’Indonésie, départ de milliers de Peranakan vers les Pays-Bas,
2. 1975 : indépendance du Suriname,
3. 1984 : accord sino-britannique pour la rétrocession de Hong Kong. Départ de plus de 20 000 Chinois par an jusqu’en 1997 (les Yacht people) qui s’installent aux États-Unis, Canada, Australie, Antilles Anglophones (Jamaïque, République dominicaine, archipel des îles Vierges), et dans une moindre mesure, Singapour et l’Europe.

###### Des violences
1. 1948 : en Malaisie, après l’insurrection communiste de 1948, les Chinois se sont réfugiés à Singapour. Plus de 100 000 personnes entre 1947 et 1957,
2. 1975 : réunification du Viêt Nam, chute de Saigon, de milliers de sino-vietnamiens, compromis avec l’ancien régime quittent le pays, souvent dans des conditions dramatiques. Vers les États-Unis (le drame des Boat People),
3. 1977 : les Khmers rouges prennent le pouvoir au Cambodge. Exil de milliers de descendants chinois vers l'Europe, l'Amérique du Nord et l'Australie.

###### Assouplissement des conditions d’accueil
Après que les États-Unis eurent assoupli les quotas de l’immigration asiatique, ce sont plus d'un million de Chinois qui s'installèrent en 15 ans à partir de 1943, majoritairement originaires de Hong Kong. Dans les mêmes conditions, le Canada a accueilli plus de 100 000 nouveaux Chinois de 1965 à 1980.

##### Migrations de retour
Ces migrations de retour au pays sont principalement motivées par les violences commises contre la communauté chinoises. En 1959, et plus tard lors du coup d’État militaire de 1965 en Indonésie, des dizaines de milliers de Chinois retournent vers Hong Kong. De 1977 à 1979, guerre sino-vietnamienne : installation de 250 000 sino-vietnamien au Guangdong et Guangxi. Exil de 135 000 Boat People vers Hong Kong, Macao, les Philippines. Depuis, un nombre indéterminé est cependant retourné au Viêt Nam.

## Poids économique

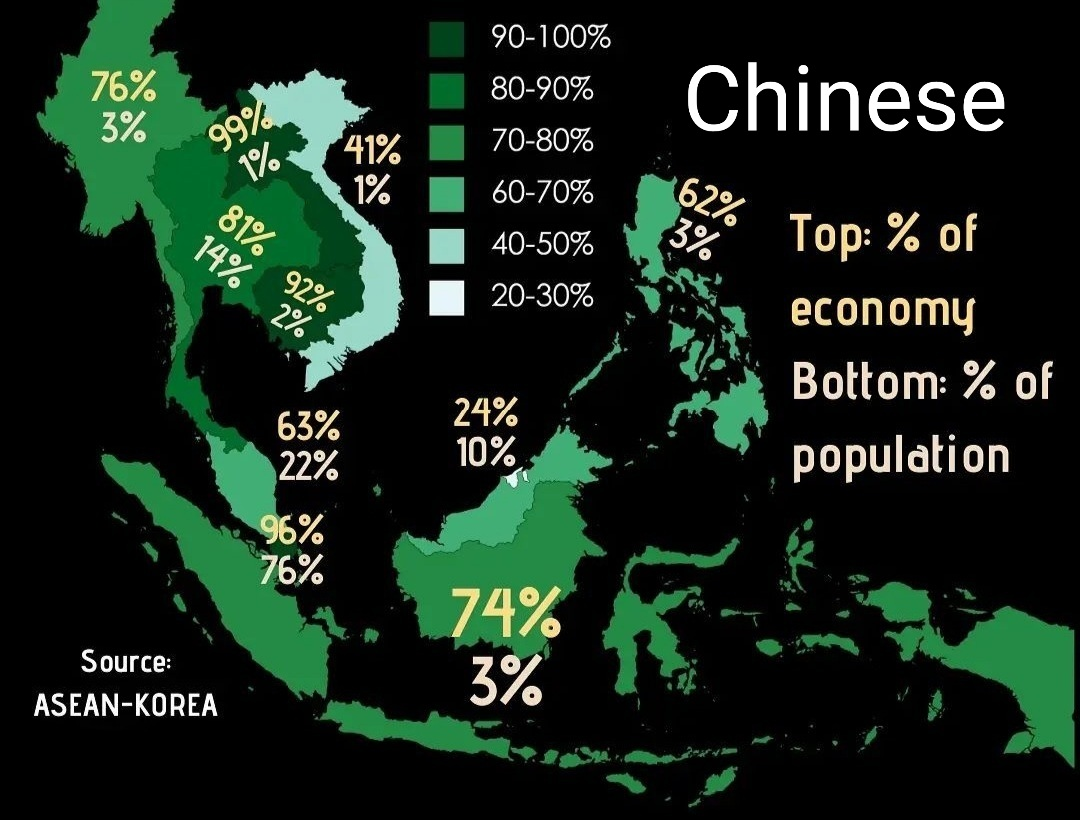
Importance démographique et économique de la diaspora chinoise en Asie du Sud-Est.

En Asie, la richesse produite par la diaspora chinoise est évaluée à environ 200 milliards en USD. Dans certains pays, cette puissance était écrasante à la fin des années 1990 :
- Indonésie, 70 % de la richesse est possédée par les sino-indonésiens (qui représentent 4 % de la population)[réf. nécessaire] , un chiffre toutefois contesté[41] ;
- Malaisie, 65 % de la richesse est possédée par les sino-malais (qui représentent 30 % de la population)[réf. nécessaire] ;
- Thaïlande, 85 % de la richesse est possédée par les sino-thais (qui représentent 10 % de la population)[42].

### Au cœur de la dynamique régionale
La Chine continentale avec des taux de croissance de 7 à 8 % l'an est devenue l'un des pays les plus attractifs du monde. Elle offre à ses Huaqiao les mêmes avantages que les pays dans lesquels ils s'étaient installés : une main-d'œuvre bon marché et disciplinée, une stabilité politique et en plus un marché intérieur potentiellement énorme. La Chine continentale constitue donc le marché idéal pour investir. Singapour, dont la proportion de citoyen d'origine chinoise est de 75 % arrive en tête puisqu'elle fournit à elle seule 77 % des IDE de l'ASEAN vers la Chine. Taïwan dont les échanges avec la Chine n'ont cessé de croître (26 milliards de dollars en 2001) a déjà perdu virtuellement son indépendance économique voire politique. En effet, les Taïwanais aisés se précipitent désormais, s'installant en nombre à Shanghai où se trouvent les 60 milliards de dollars qu'ils ont investis sur le continent. Bien plus, 300 000 Taïwanais sont établis dans la « ceinture taïwanaise » de Shanghai.
Ces investissements drainent avec eux des technologies, le delta du Yangzi Jiang récupérant les savoir-faire de Taïwan en matière de hautes technologies et hissant la Chine qui produit déjà 36 % des téléviseurs et 60 % des Photocopieurs fabriqués dans le monde, au rang de second constructeur informatique mondial. Ces investissements créent aussi des pôles de consommation enclenchant des cercles vertueux auxquels tout le monde tient à participer. Dans les provinces méridionales, le niveau de vie global a plus que doublé entre 1993 et 1998 ; et même si l'on peut considérer qu'en 2005, la classe moyenne chinoise élargie compte pour à peine 15 % de la population chinoise, le nombre de consommateurs susceptibles d'acheter des produits importés atteint deux cents millions, ce qui n'est guère négligeable. Surtout, en 2001, dix-huit millions de touristes chinois ont visité l'Asie du Sud-Est y dépensant vingt milliards de dollars ; l'Organisation mondiale du tourisme estime qu'à l'horizon 2020, plus de cent millions de Chinois parcourront le monde. Une situation bien résumée par Andy Xie, expert à la banque Morgan Stanley de Hong Kong : « Ces cent millions de touristes seront les ambassadeurs d'une Chine affirmant sans complexe sa primauté culturelle et économique dans le monde. »
L'investissement de la diaspora chinoise est donc à double sens. Il a déjà eu un incontestable effet moteur sur l'éveil et le développement des courants financiers et l'intégration entre le nord et le sud de l'Asie. Il agira de même entre l'Asie et le reste du monde. Connaissant l'insatiable appétit pour les affaires de cette diaspora, on peut s'attendre à ce qu'elle étende ses réseaux toujours plus loin. Pour le moment, elle concentre ses investissements sur la Chine mais, dans un avenir plus ou moins proche, on pourrait voir des industriels chinois prendre pied sur le Vieux Continent comme ils ont déjà commencé à le faire sur le Nouveau Monde.
Reste que la puissance de l'aspirateur chinois, largement alimentée par les diasporas de la zone, inquiète en même temps qu'elle fascine les pays voisins. L'idée en novembre 2002 de créer l'ASEAN-China Free Trade Area, marché commun de 1,7 milliard de personnes leur apparaît aussi prometteuse que potentiellement dangereuse, surtout si l'on se réfère au problème de souveraineté non résolu en mer de Chine méridionale de l'archipel Spratley (revendiqué à la fois par la Chine, Taïwan, le Viêt Nam, les Philippines, la Malaisie et Brunei), archipel qui recèlerait d'importants gisements de gaz.
Cette réussite a des causes sociales, chaque entrepreneur diasporique s’appuie surtout sur la Parentèle.

## Poids politique
Le gouvernement de la république populaire de Chine utilise la diaspora, pour aider au développement de la Chine, et en faire un outil de soft power.